# Ingegerd Björklund
Ingegerd Lilly Birgitta Björklund, under en tid Björklund Nyström, född 15 maj 1949 i Bringetofta församling i Jönköpings län, är en svensk operasångerska och författare.
Björklund är bland annat musikdirektör och har genomgått operautbildning i Rom. Hon är filosofie kandidat i musikvetenskap, fonetik och socialantropologi. Filosofie doktor blev hon 2001 då hon vid Göteborgs universitet disputerade på en avhandling om operasångerskan Christina Nilsson.
Ingegerd Björklund gifte sig 1981 med Kai Nyström (född 1950).

## Diskografi i urval
- 1990 – An evening with Ingegerd Björklund and Kai Nyström
- 1997 – Ingegerd Björklund sings Rachmaninov & Sibelius
- 1997 – Waves of friendship
- 1999 – Millennium
- 2001 – Ingegerd Björklund sings from Christina Nilsson's repertoire